# Inmigración letona en Australia
Los australianos letones son ciudadanos australianos de ascendencia letona, o personas nacidas en Letonia que residen en Australia. En el censo de 2016, 20 509 residentes en Australia informaron tener ascendencia letona.
Pocos letones llegaron a Australia antes de 1947.
Entre 1947 y 1952, 19.700 refugiados letones llegaron a Australia como desplazados bajo la supervisión de la Organización Internacional de Refugiados. El primer viaje bajo el programa de inmigración de Personas Desplazadas de Arthur Calwell, el del General Stuart Heintzelman en 1947, fue especialmente elegido para ser todos de naciones bálticas, todos solteros, muchos rubios y de ojos azules, para atraer al público australiano. De los 843 inmigrantes del Heintzelman, 264 eran letones.

## Deporte

### Fútbol
En 1955, la comunidad de Melbourne Latvian estableció su propio club de fútbol de la Asociación (soccer) que compitió en el sistema de liga estatal de Football Victoria de hoy en día, y luego se retiró al final de la temporada de la liga de 1959. El club fue fundado como 'Brunswick' (más tarde rebautizado como 'Brunswick Latvia'), recibió su nombre del suburbio del interior del norte relevante donde muchos inmigrantes europeos se establecieron en Melbourne después de la Segunda Guerra Mundial . El club fue el primer ministro de la 'Victoria Metropolitan League South', siendo la conferencia sur de la actual Victorian State League 1, que era el cuarto nivel de la liga estatal en ese momento que se logró en su temporada inaugural de 1955. El logro más alto de la escalera del club en su nivel más alto de competencia fue en 1958, donde el club terminó octavo en la 'División Uno Norte de la Liga Metropolitana de Victoria', siendo la conferencia norte de las actuales Ligas Premier Nacionales Victoria 2, siendo la segunda división del estado. en el momento. La última temporada del club fue la temporada siguiente en 1959, ya lo largo de su existencia todos los partidos en casa del club se jugaron en los óvalos de fútbol de Royal Park en el suburbio vecino de Parkville .

## Australianos letones notables
- Theodore Boronovskis, judoka
- Peter Dombrovskis, fotógrafo
- Peter Greste, periodista
- Konrāds Kalējs, presunto criminal de guerra
- Ilsa Konrads, nadadora olímpica
- John Konrads, nadador olímpico
- Andrej Lemanis, entrenador y exjugador de baloncesto
- John Spalvins, empresario y ex-director anterior de la Adelaide Steamship Company
- Imants Tillers, pintor
- Nadine Wulffius, bailarín de ballet
- Feliks Zemdegs, speedcuber
- Andrew Zesers, jugador de cricket ganador de la Copa Mundial